# David Suzuki
David Takayoshi Suzuki (født 24. marts 1936 i Vancouver) er en canadisk zoolog, universitetsprofessor, programvært og miljøforkæmper. Han er særlig kendt for sine radio- og fjernsynsprogrammer om natur og miljø.
Suzuki aflagde i 1961 doktorgrad i zoologi ved University of Chicago. Han arbejdede som professor i genetik ved University of British Columbia fra 1963 til han blev pensionist i 2001.
Fra midten af 1970'erne begyndte han at medvirke i programmer om natur og miljøspørgsmål i radio og på fjernsyn. Han forfattede også bøger om disse emner. For det canadiske publikum blev Suzuki kendt som vært for CBC Televisions videnskabsmagasin The Nature of Things, en programserie som blev solgt til mere end 40 lande. Han er også kendt som miljøforkæmper og som kritiker af regeringers manglende vilje til at beskytte miljøet. Suzuki har engageret sig i spørgsmålet om klimaændringer og medvirkede i 1990 til etableringen af David Suzuki Foundation, som har til formål at finde frem til måder menneskelige samfund kan eksistere i balance med naturen.
Suzuki var fra 1982 til 1987 direktør for Canadian Civil Liberties Association.
Suzuki har modtaget en række udmærkelser for sit virke. Han er fellow af Canadaordenen og har modtaget Britisk Columbia-ordenen. Suzuki blev i 2009 tildelt Right Livelihood Award. Han har også modtaget Kalingaprisen. Suzuki er æresdoktor fra 22 universiteter i Canada, USA og Australia.